# Voltage
Voltage è un singolo del rapper statunitense Craig Xen pubblicato il 14 aprile 2016.

## Tracce
1. Voltage – 1:32